# Cmentarz w Drewnicy
Cmentarz w Drewnicy lub Cmentarz drewnicki – nieistniejący cmentarz przyszpitalny we wsi Drewnica dzisiaj stanowiącej część miasta Ząbki w powiecie wołomińskim, w województwie mazowieckim. Cmentarz istniał w latach 1944–1966.

## Historia
Cmentarz powstał w 1944 i istniał do 1966 jako miejsce pochówków dla pacjentów Szpitala dla Nerwowo i Psychicznie Chorych "Drewnica". Cmentarz zlokalizowany był przy zbiegu obecnych ulic Szpitalnej w Ząbkach i Ząbkowskiej w Markach. Na cmentarzu chowani byli pacjenci Szpitala, którzy nie posiadali środków zabezpieczających pochówek oraz pacjenci nie posiadający rodzin, a także przypadkowe ofiary II wojny światowej z lat 1944–1945. Pochówków na cmentarzu dokonywano do 1955.
W 1966 cmentarz został zlikwidowany co wiązało się z potrzebą wydobycia piasku z jego terenu na potrzeby prac remontowo-budowlanych prowadzonych na terenie szpitala. Ekshumowane zwłoki zostały przeniesione do zbiorowej mogiły na Cmentarzu parafialnym parafii Świętej Trójcy w Ząbkach, gdzie grób pacjentów ulokowany jest w rzędzie 34. Tablica na zbiorowym grobie podaje, iż w grobie złożono 340 ciał, z których 318 to zwłoki osób NN.